# Omne datum optimum

Omne datum optimum (латински за „Сваки савршени дар”, цитат из Посланице Јаковљеве 1, 17) била је папска була коју је издао папа Иноћентије II 29. марта 1139. године, којом је потврђено оснивање Реда сиромашних витезова Христа и Соломоновог храма (Витезова Темплара), ослобађајући га од јурисдикције бискупа и подређујући га искључиво папи.